# Olaf l'Elfe de Geirstad
L'Olaf Gudrødsson, ou comme il était nommé après sa mort, Olaf l'Elfe de Geirstad, était un roi légendaire de Norvège, de la Maison de Yngling d'après la Saga des Ynglingar. Il était le fils de Gudrød le Chasseur et, selon la Heimskringla plus tardive, le demi-frère d'Halfdan le Noir. Gudrød et Olaf ont conquis une grande partie du royaume de Raumarike.

## Selon la Saga des Ynglingar
Dans la Saga des Ynglingar et une partie de la Heimskringla, le roi serait mort d'une « maladie de son pied » (fótarverkr) ou de la goutte, bien que le Flateyjarbók suggère que le roi a succombé d'une épidémie de peste,.
La Saga des Ynglingar ajoute également un verset sur Olaf attribué à Þjóðólfr de Hvinir (auteur original de l'Ynglingatal).

## Olaf l'Elfe de Geirstad
Olaf a été vénéré après sa mort, comme un « elfe », et a été appelé le Geirstad-fal ( « l'Elfe de Geirstad »). Le récit de ce fait est mémorisé dans la Þáttr Ólafs Geirstaða Alfs, dans le Flateyjarbók version de la Saga de Saint Olaf (Óláfs saga helga). Il se poursuit par une histoire fantastique sur la manière dont il est devenu un draugr (du norrois, « fantôme ») hantant son propre tumulus, mais qui donna des instructions pour être détruit de sorte qu'il puisse renaître comme que Olaf le Saint.
Selon cette version, Olaf a été emporté par une épidémie de peste qui disparut après sa mort. Olaf avait donné des instructions à son peuple pour qu'il construise un tumulus et dépose ses restes à l'intérieur, leur interdisant de lui rendre un culte après sa mort en cherchant une bénédiction favorable.
Une hypothèse actuelle identifie Geirstad avec Gjerstad près de Gokstadhaugen et relie la sépulture d'Olaf au bateau de Gokstad. Cette théorie n'est pas prouvée à l'heure actuelle,.